# Raymond Bru
Raymond Bru, né le 30 mars 1906 et mort en décembre 1989, est un escrimeur belge pratiquant le fleuret.

## Palmarès

### Escrime aux Jeux olympiques
- 1948 à Londres,  Royaume-Uni
  -  Médaille de bronze dans l'épreuve du fleuret par équipes [1]